# Pseudochaeta brooksi
Pseudochaeta brooksi is een vliegensoort uit de familie van de sluipvliegen (Tachinidae). De wetenschappelijke naam van de soort is voor het eerst geldig gepubliceerd in 1963 door Sabrosky and Arnaud.